# Danmark ved sommer-OL 1992
Danmark deltog ved Sommer-OL 1992 i Barcelona, Spanien.

## Medaljevindere

### Guld
- Jesper Bank, Steen Secher og Jesper Seier — Sejlads, Herrernes Soling-klasse

### Sølv
- Arne Nielsson and Christian Wigø — Kano, Herrernes C-2 1000 meter

### Bronze
- Thomas Stuer-Lauridsen — Badminton, Herrernes single

- Brian Nielsen — Boksning, Herrernes Supersværvægt

- Jørgen Bojsen-Møller and Jens Bojsen-Møller — Sejlads, Herrernes Flying Dutchman-klasse

- Ken Frost, Jimmi Madsen, Klaus Nielsen, Jan Petersen og Michael Sandstød — Cykling, Herrernes Holdforfølgelse

## Resultater efter disciplin

### Bueskydning
Danmark havde meget lidt succes under bueskydningskonkurrencen i 1992, idet de tabte alle tre kampe.
Herrernes individuelle konkurrence:
- Ole Gammelgaard — Runde af 32, 26. plads (0-1)
- Henrik Toft — Runde af 32, 27. plads (0-1)
- Jan Rytter — Placeringsrunde, 64. plads (0-0)

Herrernes holdkonkurrence:
- Gammelgaard, Toft og Rytter — Runde af 16, 13. plads (0-1)

### Atletik
Kvindernes 3.000 meter
- Gitte Karlshøj

- Heat — 8:54.05 (→ gik ikke videre)

Kvindernes 10.000 meter
- Dorthe Rasmussen

- Heat — 33:22.43 (→ gik ikke videre)

Kvindernes længdespring
- Renata Nielsen

- Heat — 6.63 m
- Finale — 6.06 m (→ 11. plads)

### Cykling
Kvindernes individuelle landevejsløb
- Karina Skibby

- Finale — 2:05:03 (→ 11. plads)

### Fodbold

#### Herrernes holdkonkurrence
- Indledende runde (Gruppe B)

- Uafgjort Mexico (1-1)
- Uafgjort Ghana (0-0)
- Tabte til Australien (0-3)

- → gik ikke videre
- Trup (klubhold i parentes)

1. Niels Christian Jørgensen (Aalborg BK)
2. Thomas Helveg (Odense BK)
3. Jacob Laursen (Vejle BK)
4. Claus Thomsen (Aarhus GF)
5. Peter Frank (BK Frem)
6. Jakob Kjeldbjerg (Silkeborg IF)
7. Jens Madsen (Brøndby IF)
8. Ronnie Ekelund (Brøndby IF)
9. Miklos Molnar (Servette FC)
10. Per Frandsen (OSC Lille)
11. Peter Møller (Aalborg BK)
12. Ikke brugt: Jens Risager (Brøndby IF)
13. Stig Tøfting (Aarhus GF)
14. Lars Højer Nielsen (F.C. København)
15. Ikke brugt: Michael Hansen (Silkeborg IF)
16. Ikke brugt: Brian Flies (Næstved IF)
17. Jens Madsen (Odense BK)
18. Michael Larsen (Silkeborg IF)
19. Søren Andersen (Aarhus GF)
20. Ikke brugt: Michael Johansen (F.C. København)

Træner: Viggo Jensen

### Sejlads
Herrernes Lechner A-390
- Morten Christoffersen

- Finaleplacering — 183,0 points (→ 17. plads)

Herrernes 470-klasse
- Hans Jørgen Riber og Jesper Pilegaard

- Finaleplacering — 139 points (→ 19. plads)

Kvindernes 470-klasse
- Susanne Ward and Marianne Nielsen

- Finaleplacering — 98,4 points (→ 13. plads)

### Svømning
Herrernes 50m fri
- Franz Mortensen

- Heat — 23,61 (→ gik ikke videre, 29. plads)

Herrernes 100m fri
- Franz Mortensen

- Heat — 51,29 (→ gik ikke videre, 26. plads)

Herrernes 200m fri
- Franz Mortensen

- Heat — 1:53,86 (→ gik ikke videre, 32nd plads)

Herrernes 200m ryg
- Lars Sørensen

- Heat — 2:06,80 (→ gik ikke videre, 36. plads)

Herrernes 100m ryg
- Lars Sørensen

- Heat — 1:07,94 (→ gik ikke videre, 48. plads)

Herrernes 200m individuel medley
- Lars Sørensen

- Heat — 2:04,65
- B-Finale — 2:03,81 (→ 11. plads)

Kvindernes 50m fri
- Gitta Jensen

- Heat — 26,54 (→ gik ikke videre, 18. plads)

- Mette Nielsen

- Heat — 26,80 (→ gik ikke videre, 25. plads)

Kvindernes 100m fri
- Gitta Jensen

- Heat — 56,47
- B-Finale — 56,59 (→ 12. plads)

- Mette Nielsen

- Heat — 58,67 (→ gik ikke videre, 27. plads)

Kvindernes 200m fri
- Mette Jacobsen

- Heat — 2:01,84
- B-Finale — 2:02,14 (→ 13. plads)

- Gitta Jensen

- Heat — 2:02,27
- B-Finale — 2:02,32 (→ 14. plads)

Kvindernes 400m fri
- Mette Jacobsen

- Heat — 4:16,80 (→ gik ikke videre, 13. plads)

Kvindernes 100m ryg
- Britta Vestergaard

- Heat — 1:13,58 (→ gik ikke videre, 27. plads)

Kvindernes 200m ryg
- Britta Vestergaard

- Heat — 2:35,28 (→ gik ikke videre, 21st plads)

Kvindernes 100m butterfly
- Berit Puggaard

- Heat — 1:04,57 (→ gik ikke videre, 38. plads)

Kvindernes 200m butterfly
- Mette Jacobsen

- Heat — 2:13,18
- Finale — 2:11,87 (→ 7. plads)

- Berit Puggaard

- Heat — 2:16,11
- B-Finale — 2:15,07 (→ 15. plads)

Kvindernes 200m Individuel Medley
- Annette Poulsen

- Heat — 2:25,67 (→ gik ikke videre, 35. plads)

Kvindernes 4x100m fri stafet
- Gitta Jensen, Mette Jacobsen, Berit Puggaard, Mette Nielsen og Annette Poulsen

- Heat — 3:48,78
- Finale — 3:47,81 (→ 6. plads)

Kvindernes 4x100m Medley stafet
- Mette Jacobsen, Britta Vestergaard, Berit Puggaard og Gitta Jensen

- Heat — 4:17,20 (→ gik ikke videre, 11. plads)

### Vægtløftning
- Kim Lynge Pedersen - Mænds 100 kg.

- 19. plads